# Belonchamp
 Belonchamp  es una población y comuna francesa, situada en la región de Franco Condado, departamento de Alto Saona, en el distrito de Lure y cantón de Mélisey.

## Demografía
| 358 | 320 | 262 | 254 | 238 | 202 | 218 |
| Para los censos de 1962 a 1999 la población legal corresponde a la población sin duplicidades (Fuente: INSEE [Consultar]) |     |     |     |     |     |     |